# Moldauklöster

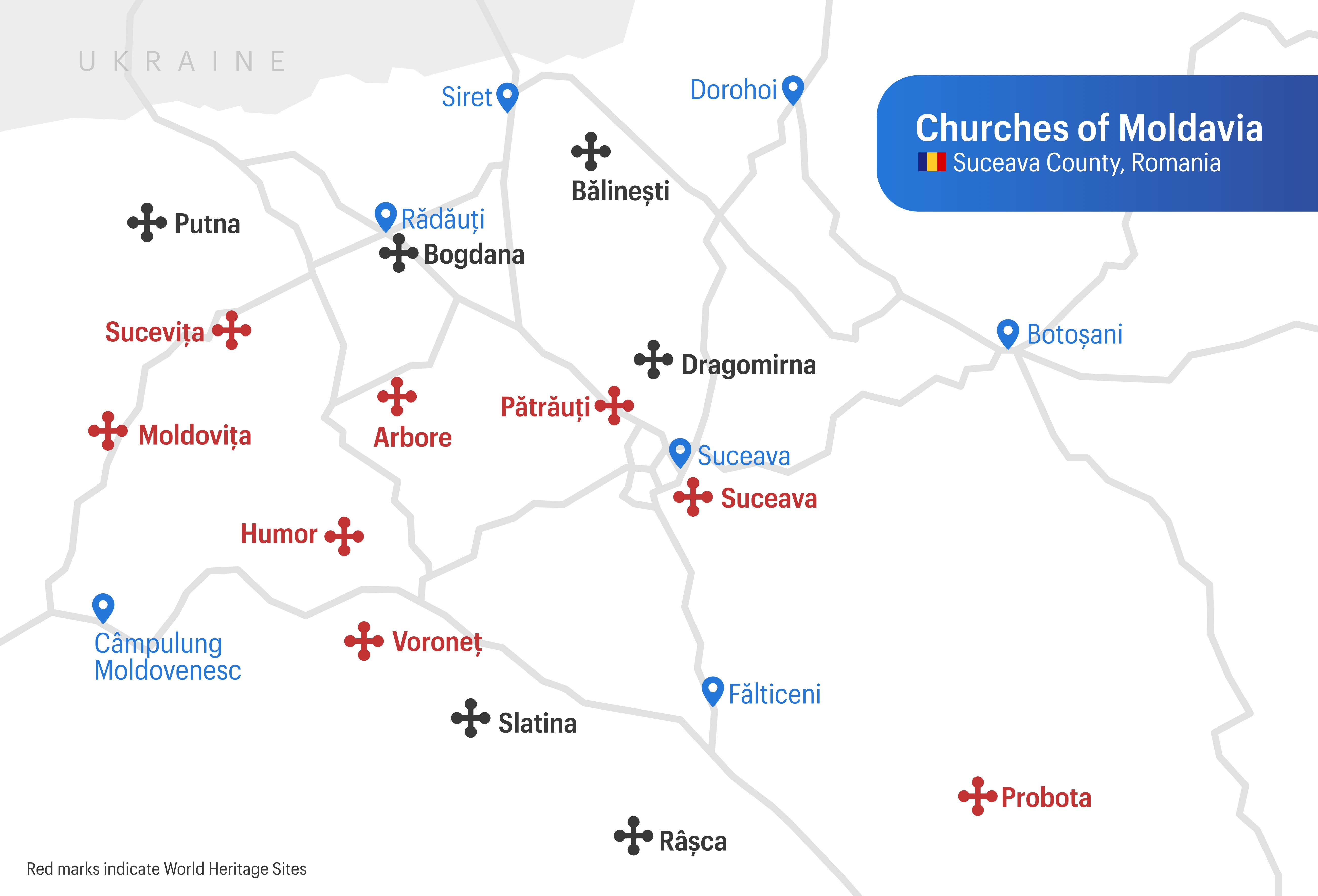
Moldauklöster
rot: zum UNESCO-Weltkulturerbe gehörende Kirchen
schwarz: sonstige bedeutende Kirchen

Die Moldauklöster sind eine Gruppe von rumänisch-orthodoxen Klöstern in der südlichen Bukowina in Rumänien. Ihr Bau wurde im 15. und 16. Jahrhundert im damaligen Fürstentum Moldau von Stefan dem Großen und seinen Nachfolgern – insbesondere Petru Rareș – rund um den Amtssitz Suceava veranlasst.
Überlieferungen zufolge versprach Stefan der Große für jeden Sieg auf dem Schlachtfeld die Errichtung einer Kirche oder eines Klosters. Seine Erfolge über Ungarn, Polen und Türken führten zur Stiftung von insgesamt über 40 Gotteshäusern und zur größten Ausdehnung des Fürstentums Moldau im heutigen Rumänien, Republik Moldau und der Ukraine.
Ein Teil der Klöster zeichnet sich durch detaillierte Wandmalereien auf den Außenmauern aus. Diese sollten dem damals des Schreibens und Lesens unkundigen Volk Szenen und Gleichnisse aus der Bibel vermitteln. Sowohl die Architektur der oftmals von quadratischen Schutzmauern umgebenen Klosterkirchen als auch die Freskenmalereien selber lassen dabei starke byzantinische Einflüsse erkennen (Ikonenmalerei). Der Baustil ist zum Teil stark von der Gotik geprägt.
Die schönsten Beispiele dieser Außenmalereien finden sich in den Klöstern von Sucevița, Vatra Moldoviței, Arbore und Voroneț. Als bedeutendstes der Moldauklöster gilt jedoch das schlichtere, 1466 bis 1469 in einem Karpatental errichtete Kloster Putna, in dem Stefan der Große seit 1504 auch begraben liegt.

## Welterbe
Zum UNESCO-Weltkulturerbe gehören folgende acht Kirchen und Klöster:
- Kloster Arbore: Kirche Tăierea Capului Sfântului Ioan Botezătorul („Enthauptung des Heiligen Johannes des Täufers“) des ehemaligen Klosters
- Kloster Humor: Kirche Adormirea Maicii Domnului și Sfântul Gheorghe („Mariä Aufnahme in den Himmel und Heiliger Georg“) des Klosters
- Kloster Moldovița: Kirche Buna Vestire („Mariä Verkündigung“) des Klosters
- Kloster Pătrăuți: Kirche Înălțarea Sfântei Cruci („Kreuzerhöhung“)
- Kloster Probota: Kirche Sfântul Nicolae („Heiliger Nikolaus“) des Klosters
- Kloster Suceava: Kirche Sfântul Gheorghe („Heiliger Georg“) des Klosters Sfântul Ioan cel Nou („heiliger Johannes Novus“)
- Kloster Sucevița: Kirche Invierea Domnului („Auferstehung des Herrn“) des Klosters Sucevița (Welterbe seit 2010)
- Kloster Voroneț: Kirche Sfântul Gheorghe („Heiliger Georg“) des Klosters Voroneț

## Bildergalerie

### Das Kloster Putna

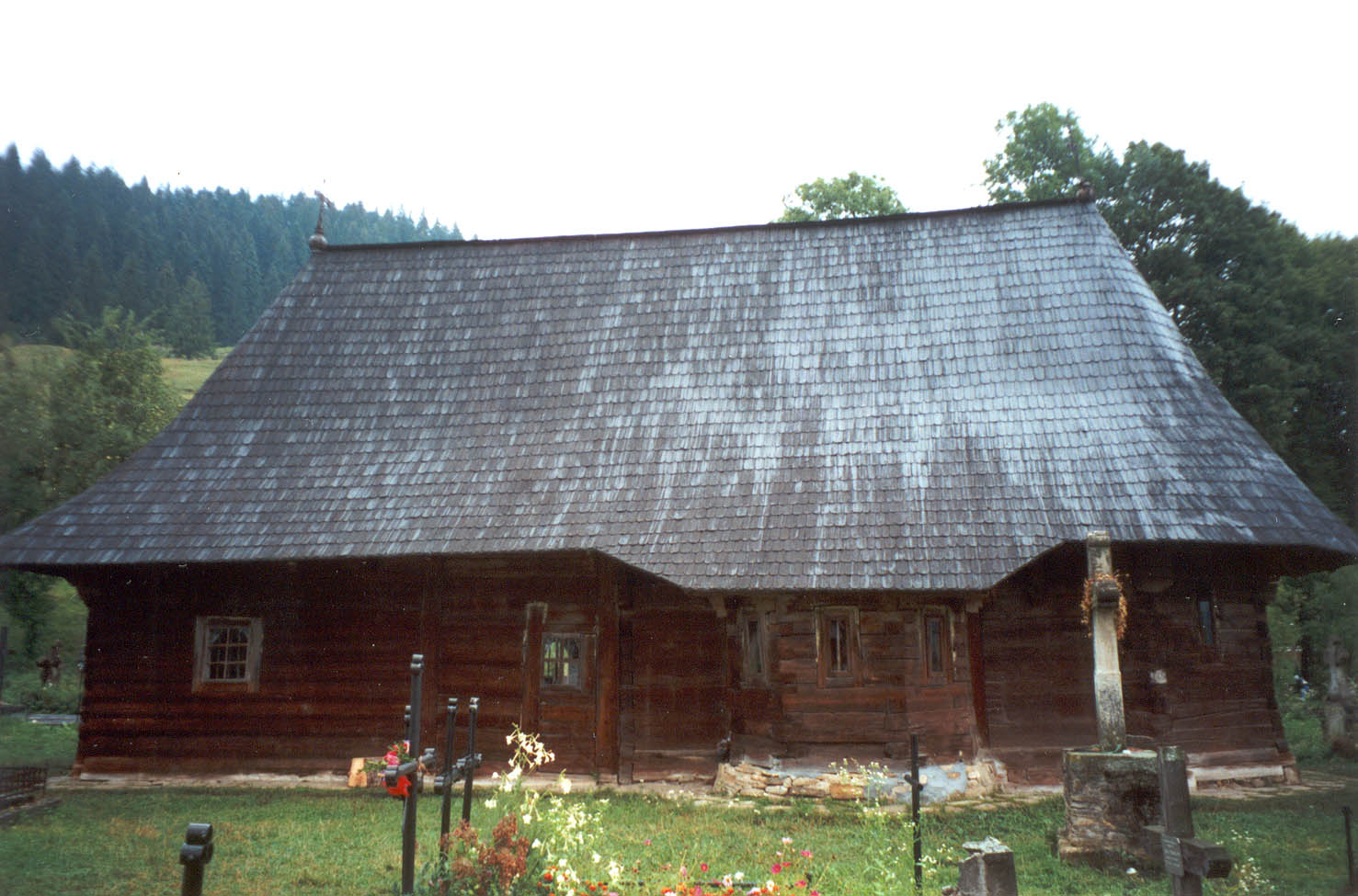
Die alte Kirche des Klosters Putna (1346 erbaut)
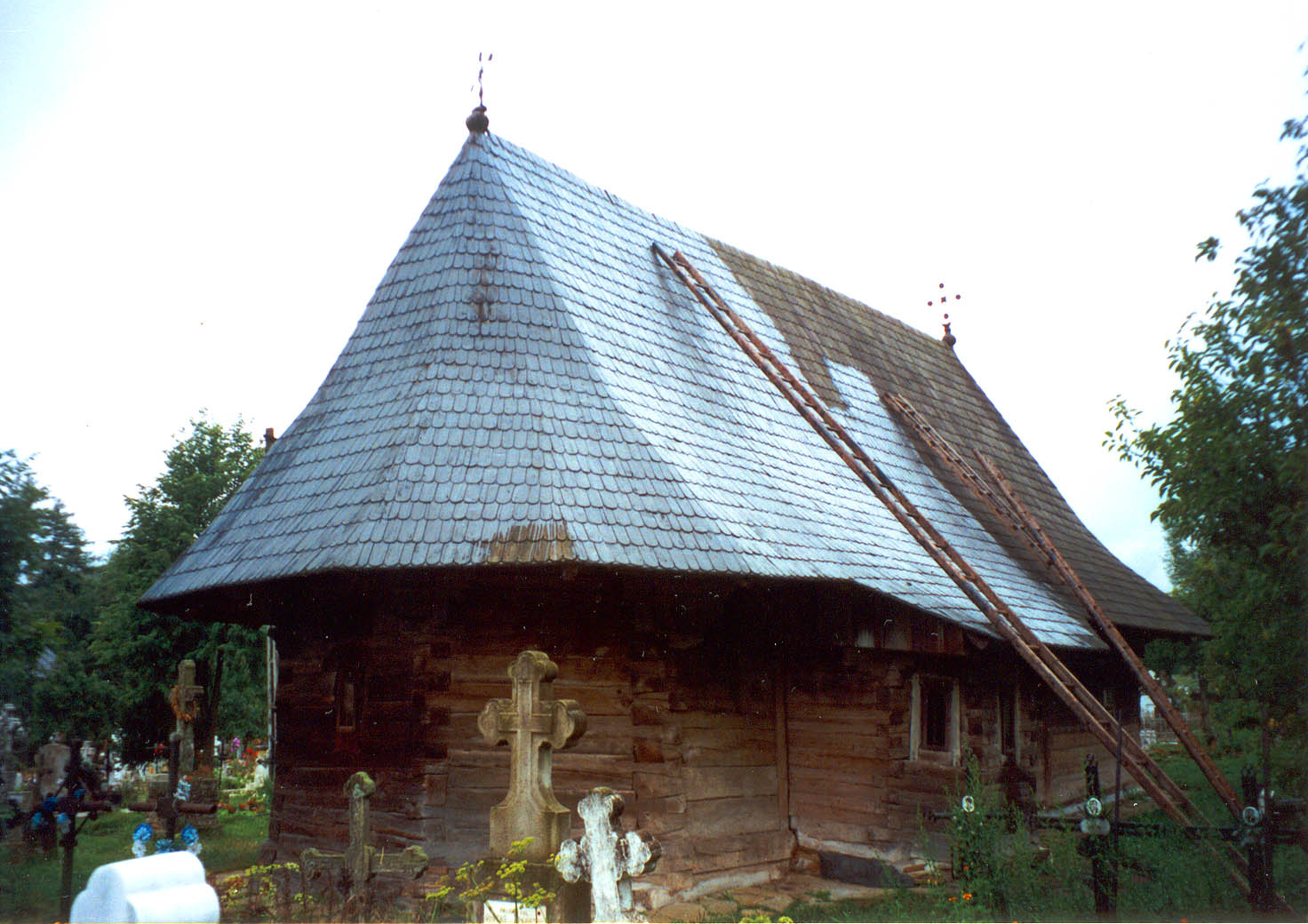
Die alte Kirche des Klosters Putna, Seitenansicht
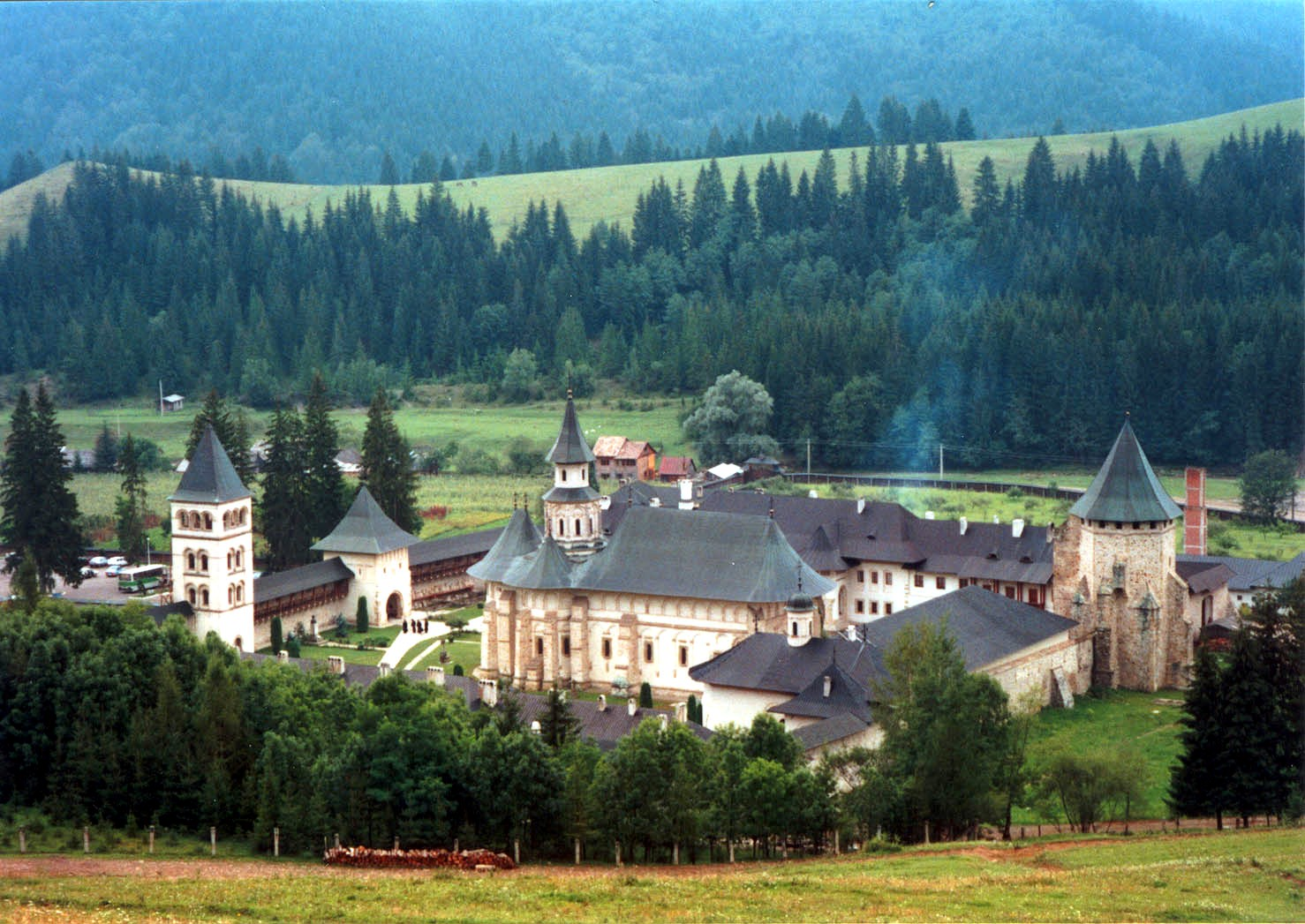
Das Kloster Putna, Übersicht
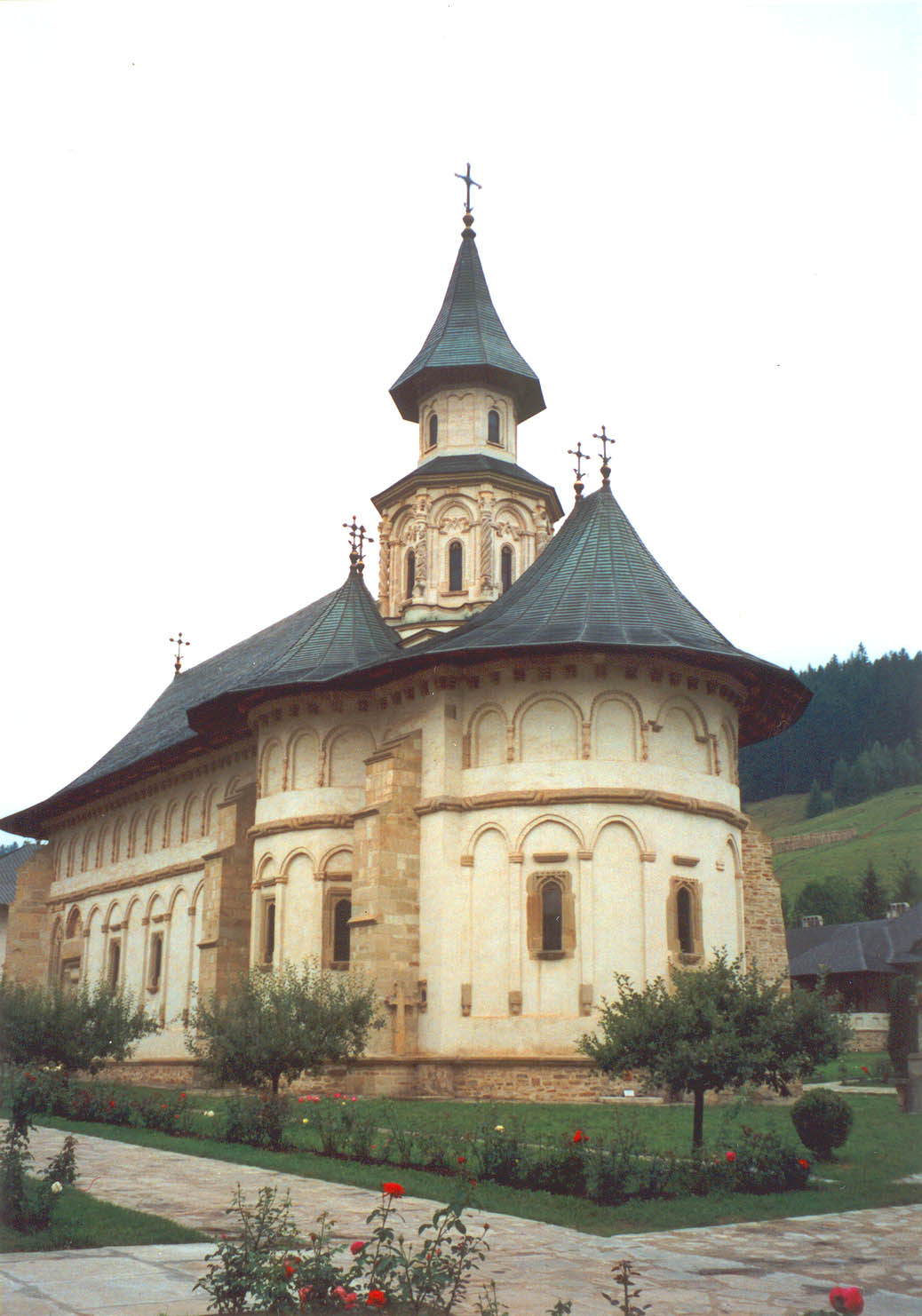
Die Klosterkirche Putna, Ansicht von vorne
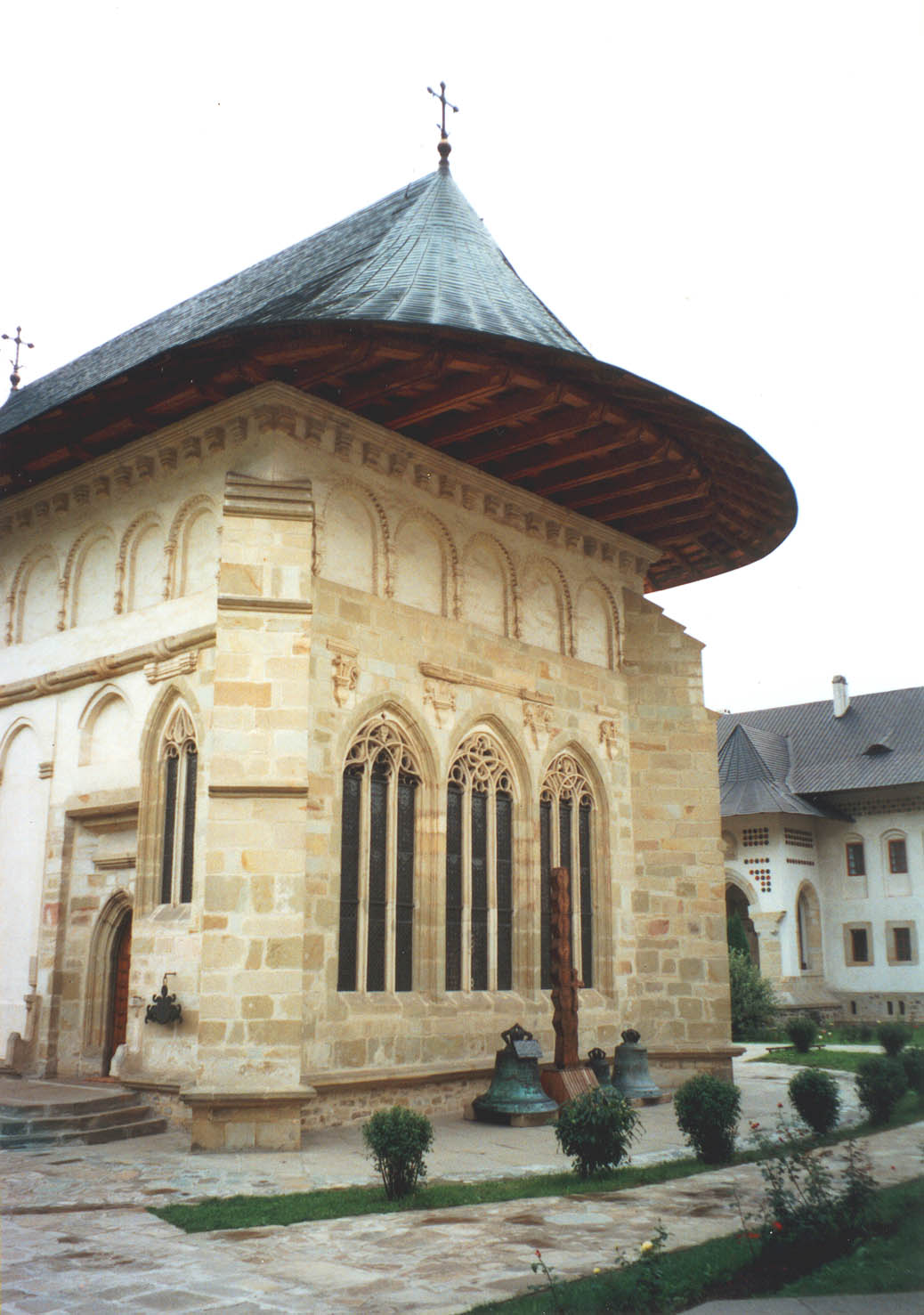
Die Klosterkirche Putna, Ansicht von hinten
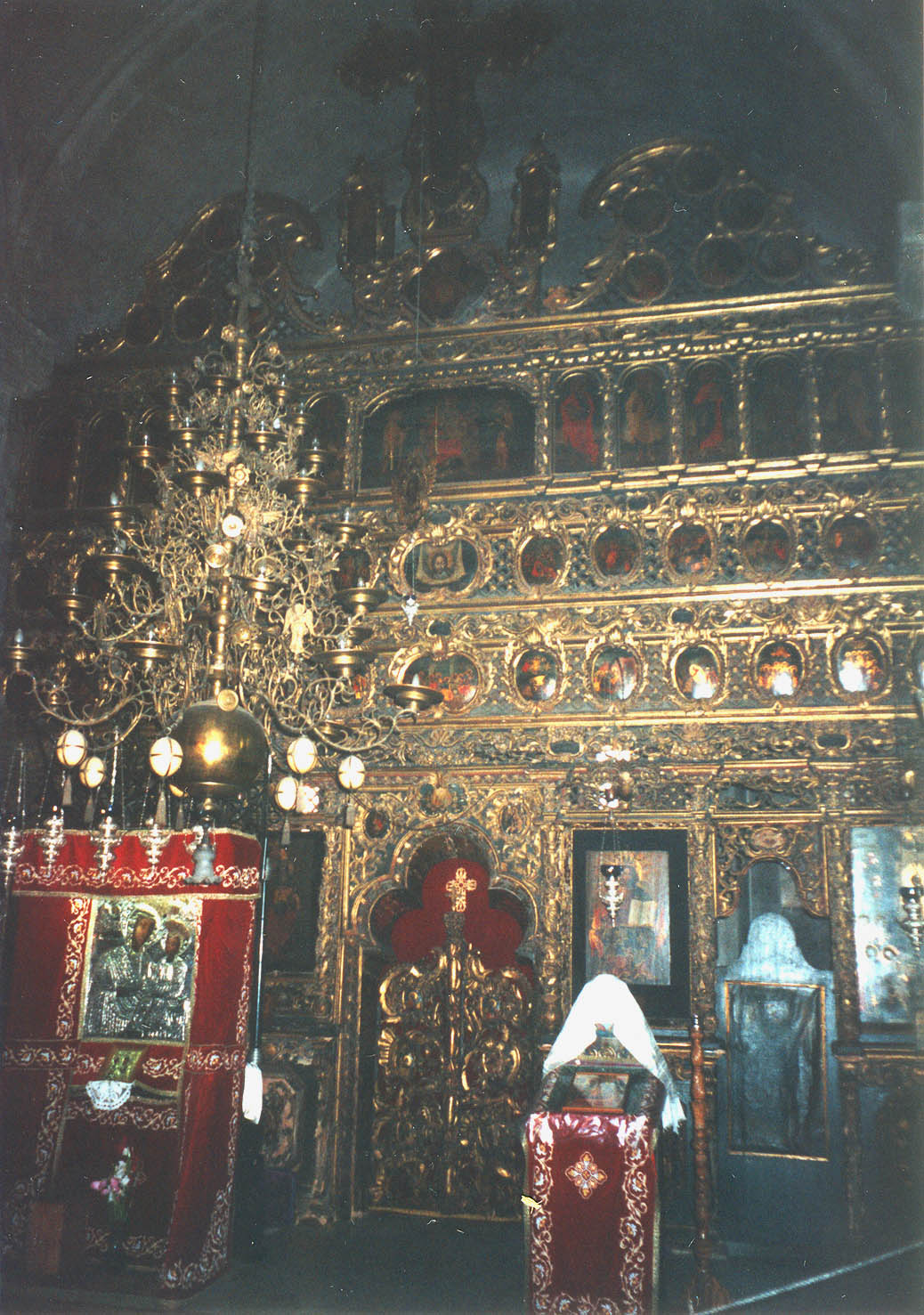
Die Klosterkirche Putna, Ikonostase
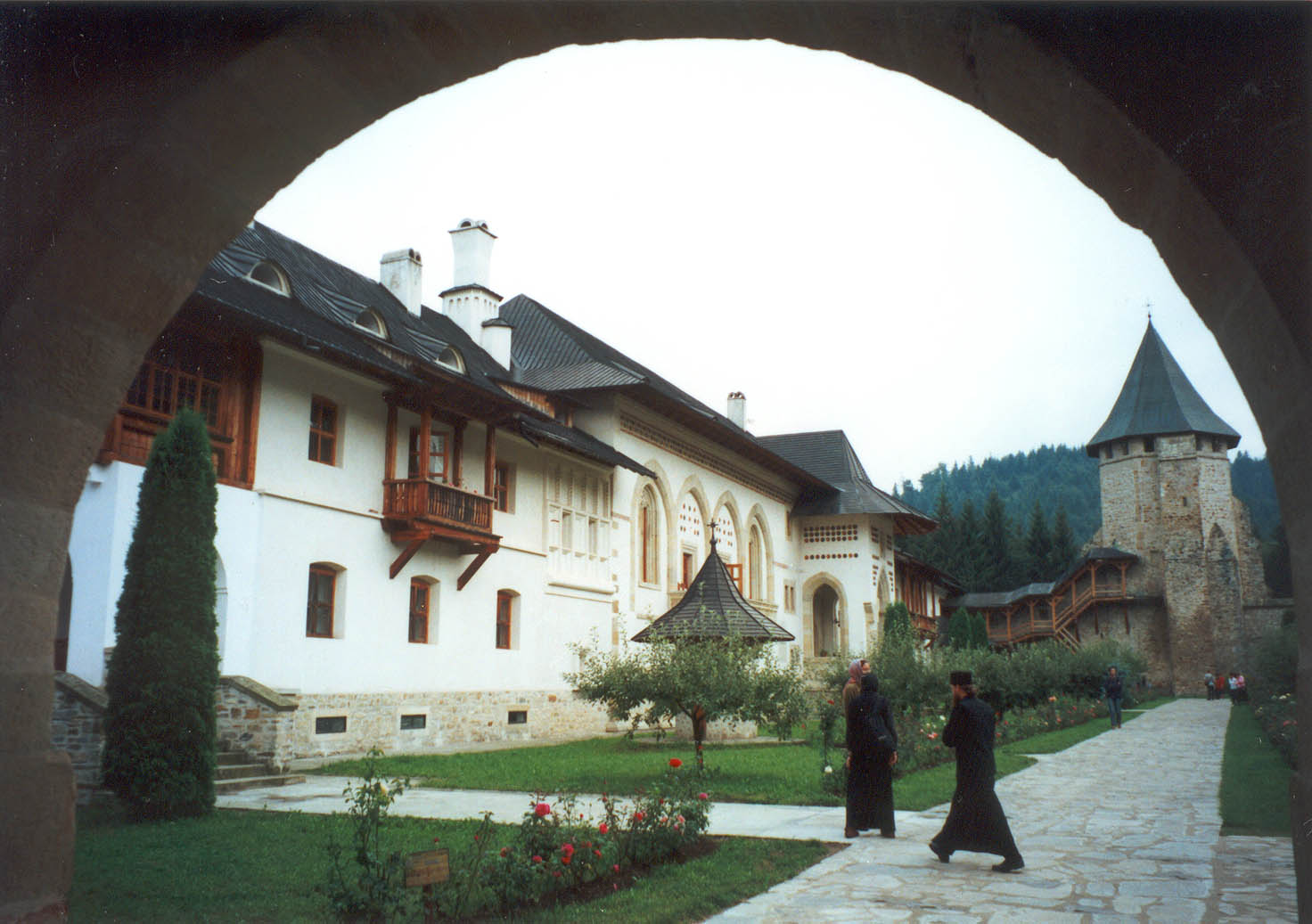
Die Wohnungen der Mönche im inneren Hof

### Das Kloster Voroneț

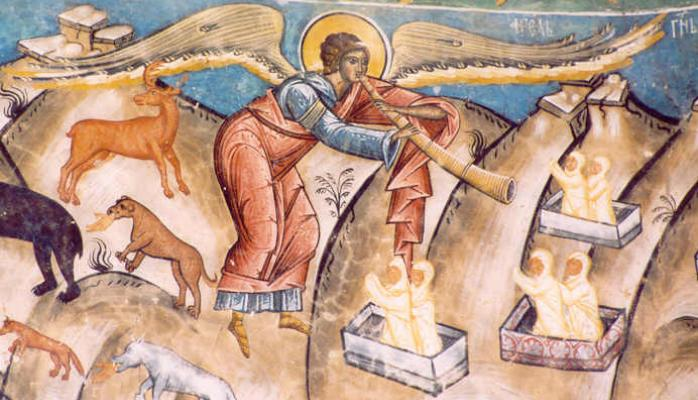
Fresko
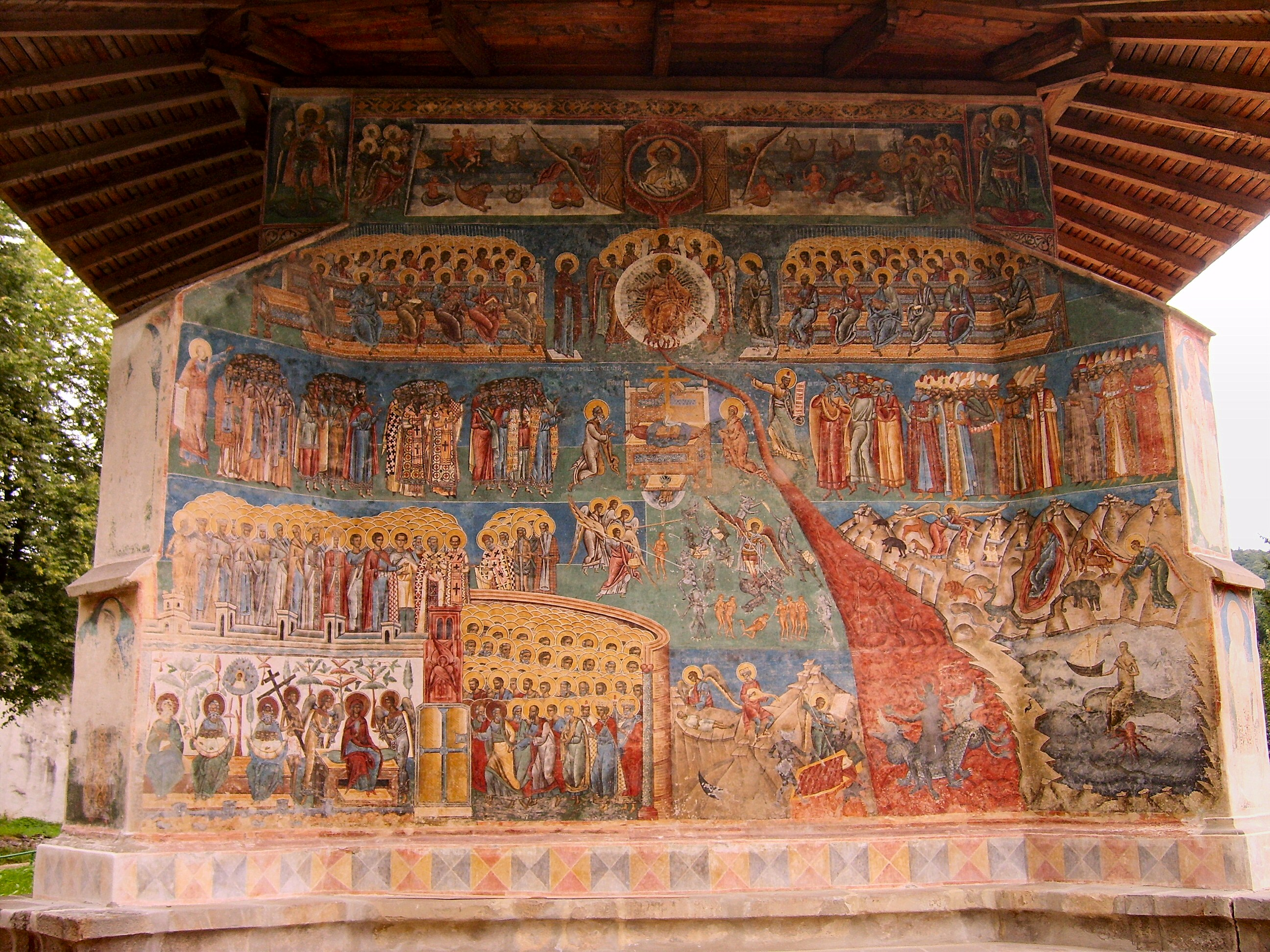
Fresko
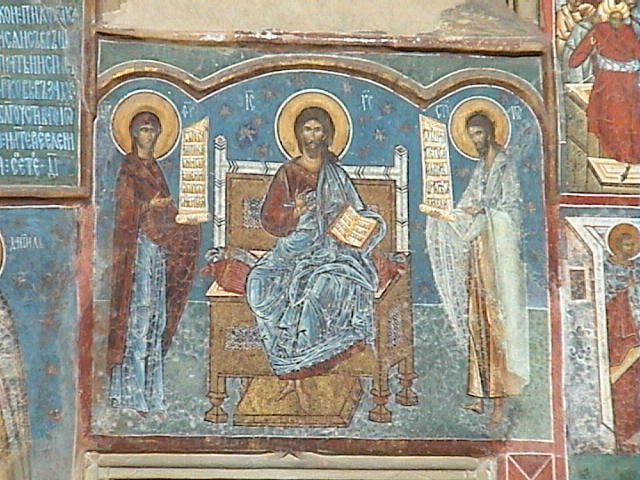
Fresko
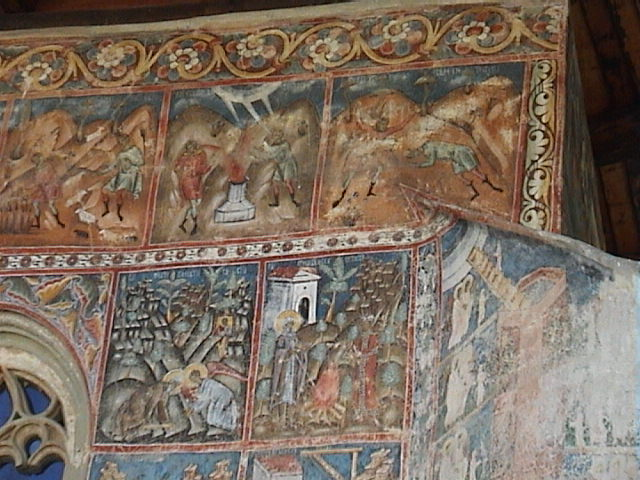
Fresko

### Die Klosterkirche Moldovița

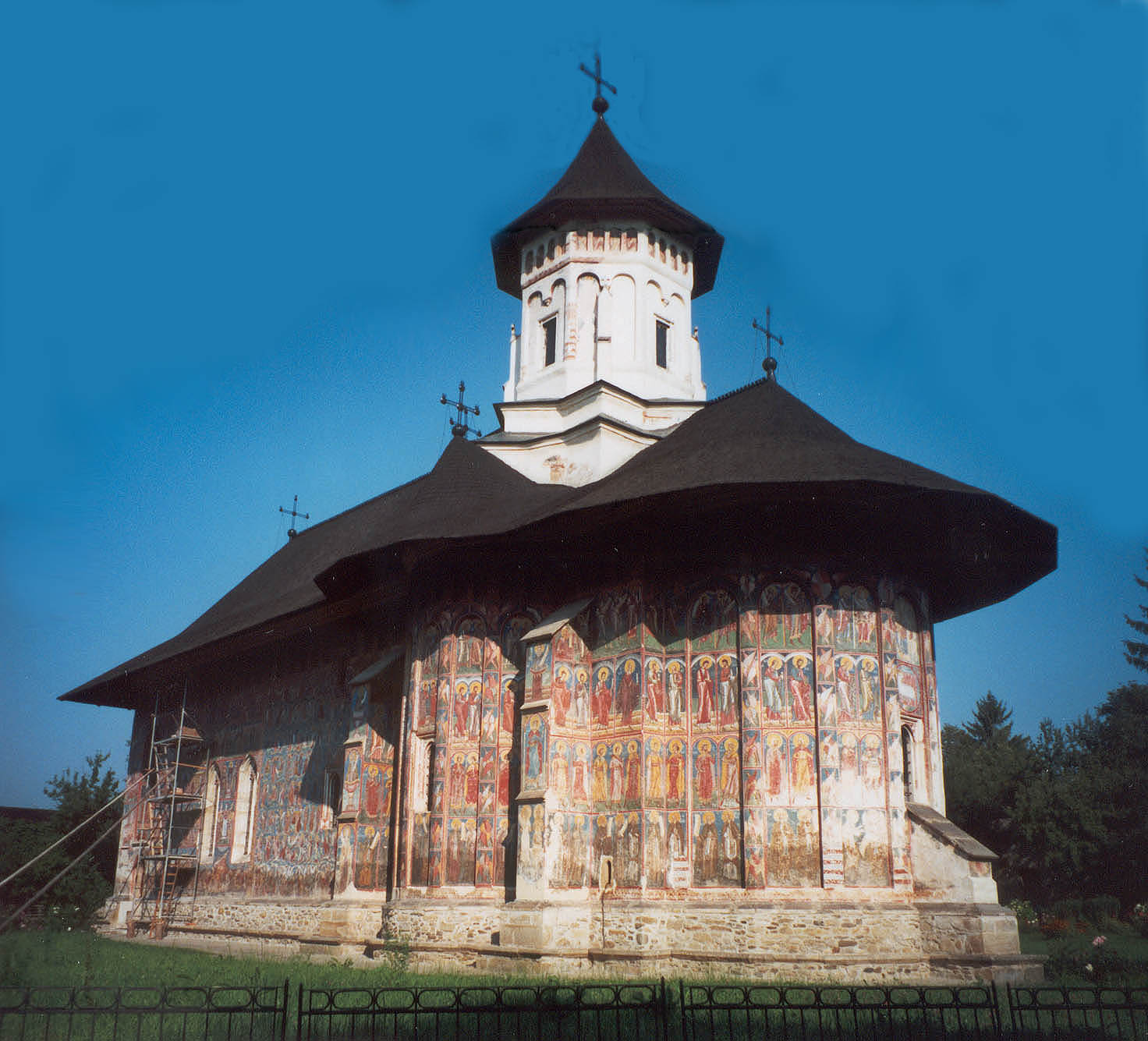
Die Klosterkirche Moldoviţa
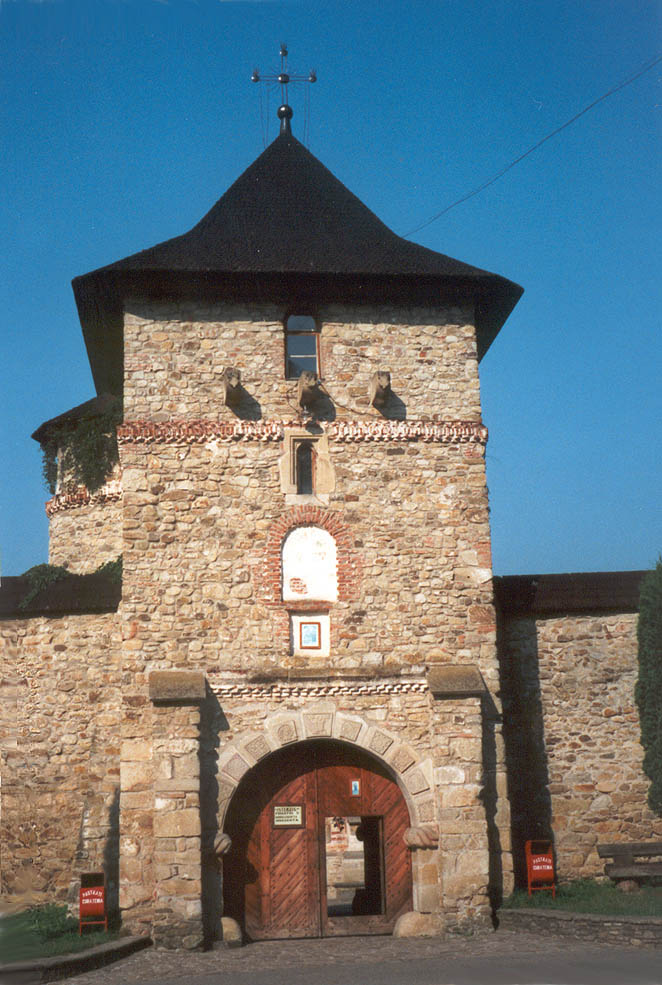
Das Kloster Moldoviţa (Eingangstor)
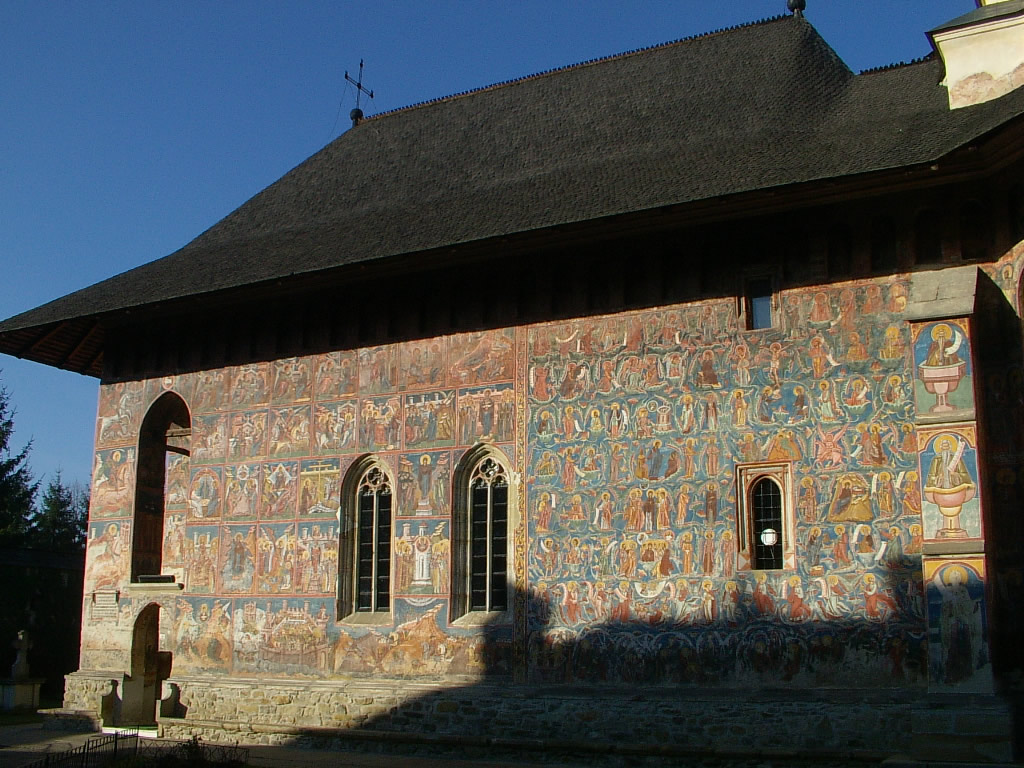
Die Klosterkirche Moldoviţa

### Das Kloster Sucevița

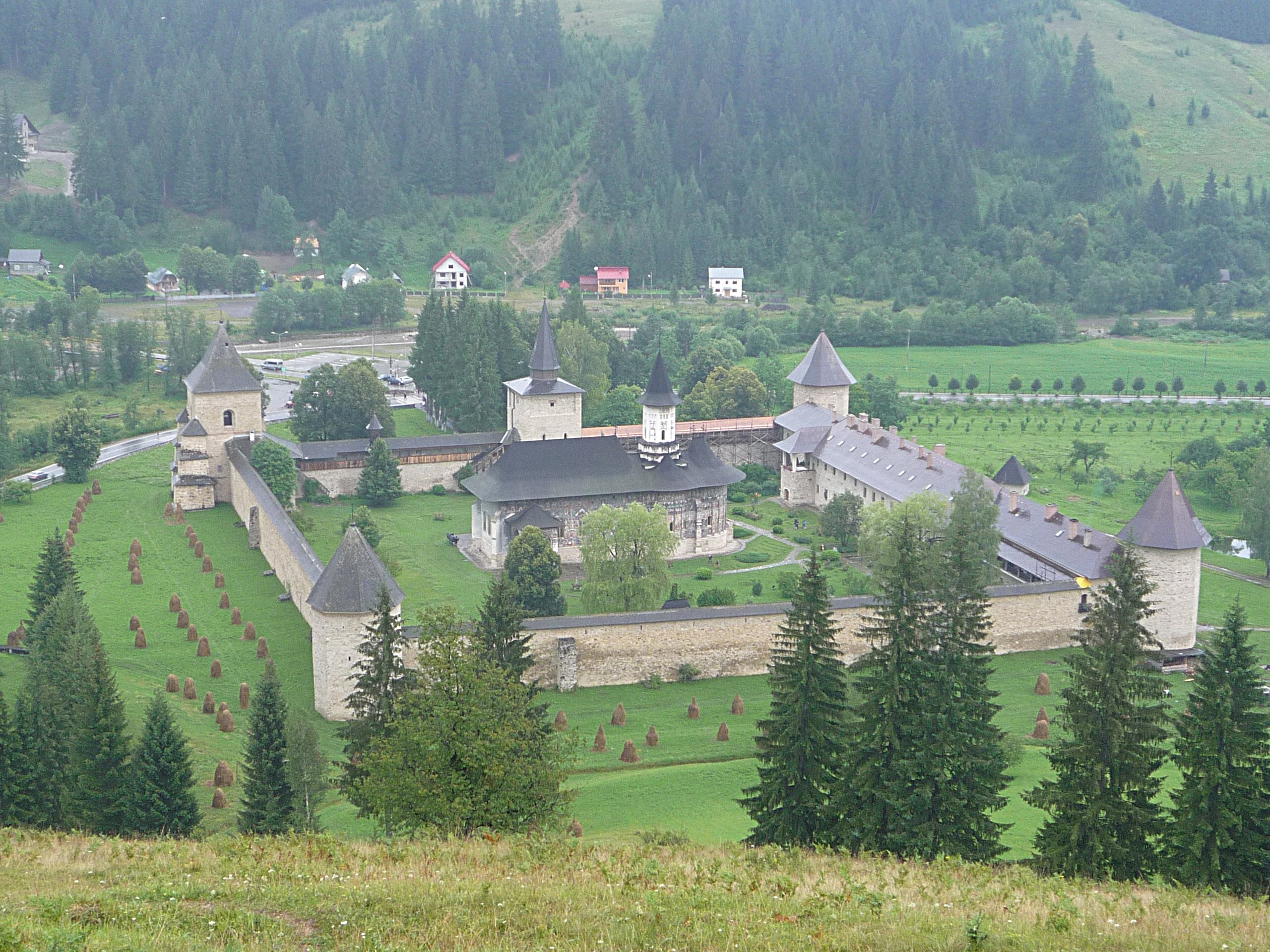
Ansicht der Klosteranlage Suceviţa
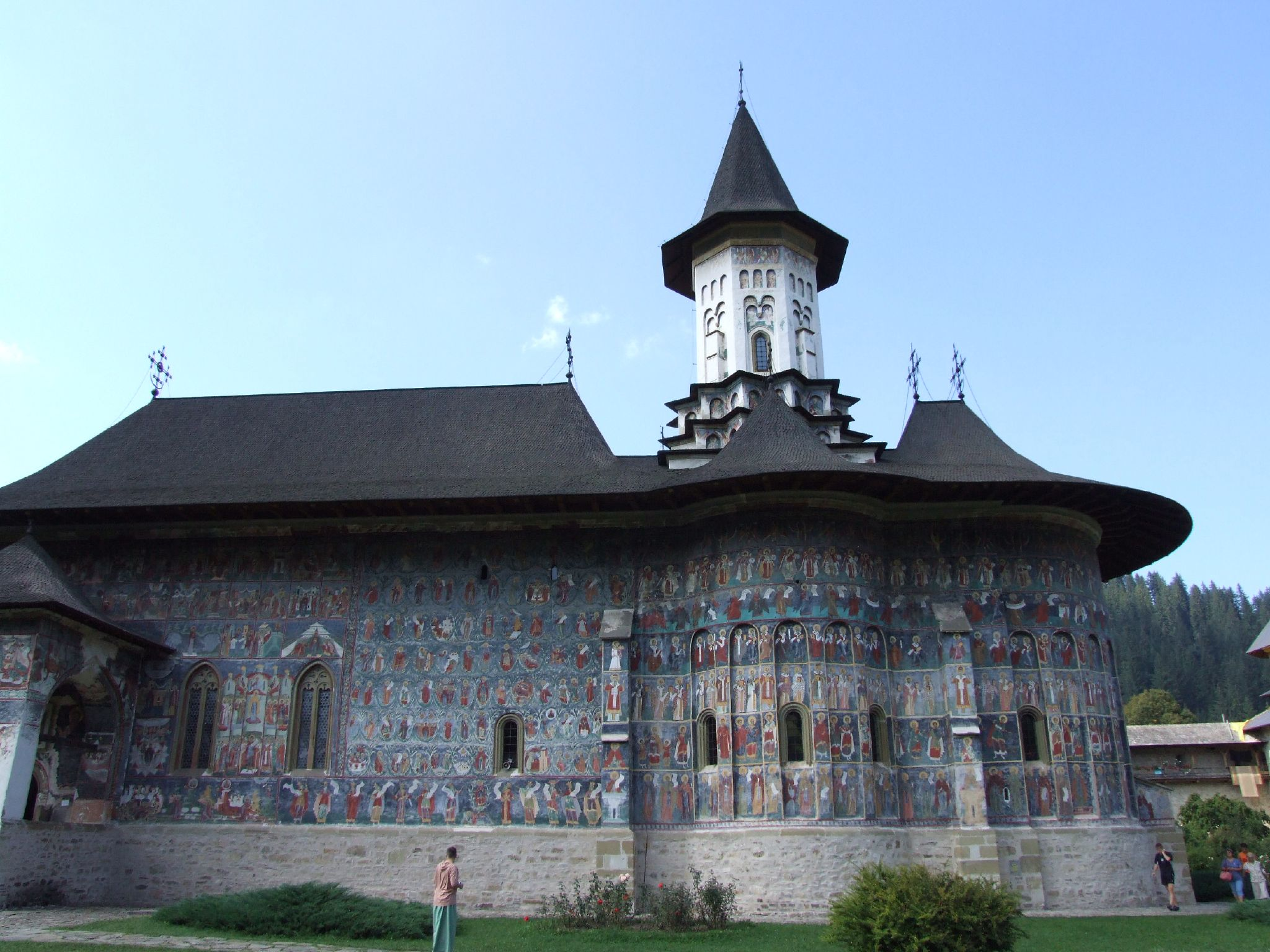
Die Kirche in Suceviţa
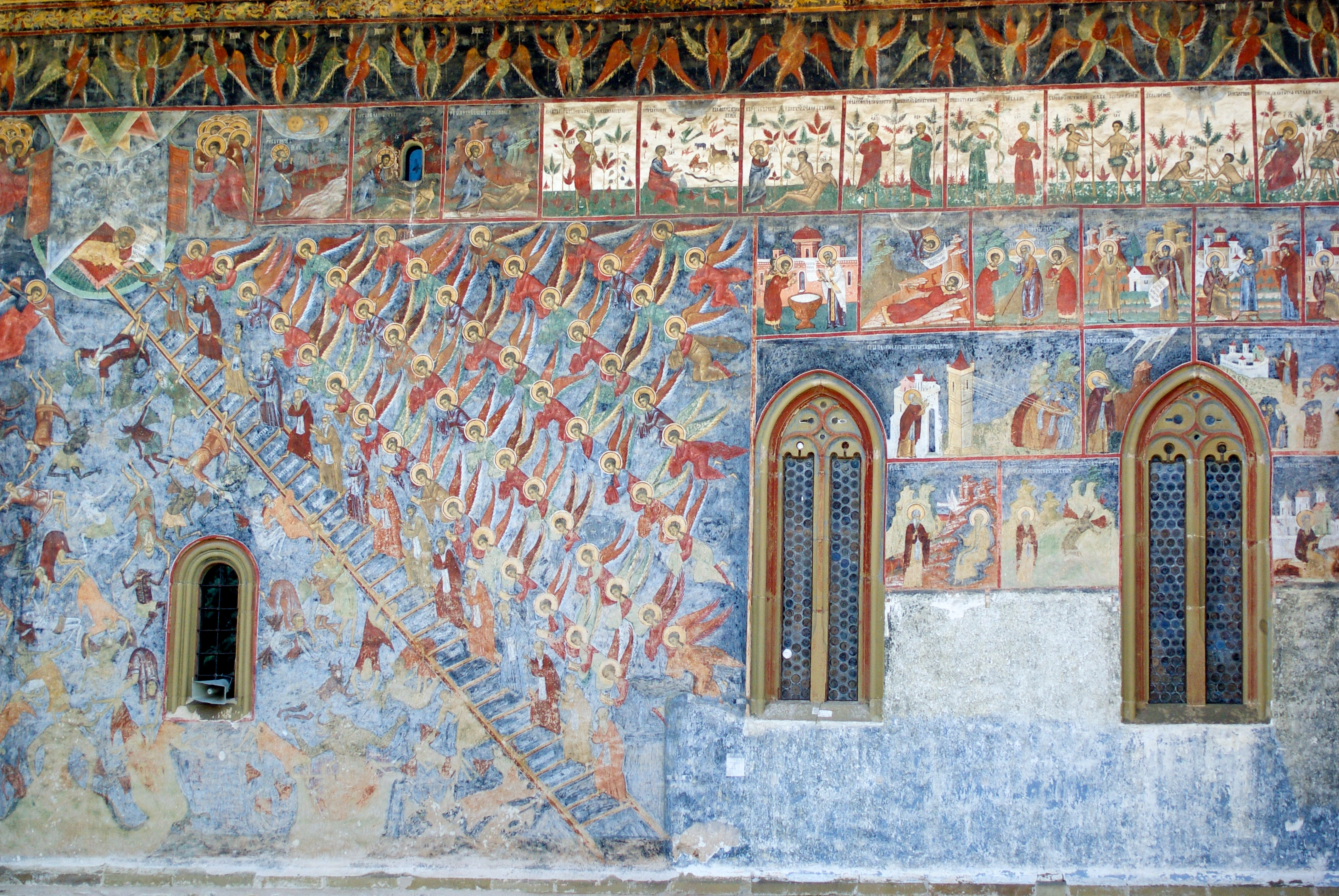
Fresko „Himmelsleiter des Johannes Klimax“ (Tugendleiter) in Suceviţa